# Montes Claros
Montes Claros város Brazíliában, Minas Gerais államban. Lakosainak száma 414 240 fő (2022). Montes Claros Glaucilândia, Mirabela, Claro dos Poções, Coração de Jesus, Bocaiúva, São João da Lagoa, Patis, Francisco Sá, São João da Ponte, Juramento és Capitão Enéas községekkel határos.

## Népesség
A település népességének változása:
| Lakosok száma | 306 947 | 361 915 | 417 478 | 414 240 |
|               | 2000    | 2010    | 2021    | 2022    |